# زبان آکا
زبان آکا (انگلیسی: Aka language) نام یک زبان از خانواده زبان‌های بانتو می‌باشد که گویشوران آن در جمهوری آفریقای مرکزی و جمهوری کنگو، در طول رودخانه اوبانگی سکنی گزیده‌اند. این زبان بیشتر توسط مردم آکا و پیگمه‌ها بدان سخن گفته می‌شود. تعداد سخنوران این زبان حدود ۳۰٬۰۰۰ نفر تخمین زده شده است.